# 송창섭 일가 간첩 사건

## 참고자료
‘국정원 과거사건 진실규명을 통한 발전위원회’(이하 국정원 진실위)의 ‘과거와 대화 미래의 성찰’(이하 국정원 진실위 보고서)을 참고하였음.

## 사건 개요
1982. 9.10. 안기부는 6.25때 충북도 인민위원회 상공부장으로 활동하다 월북한 후 남파된 송창섭에게 포섭돼 서울, 충북을 거점으로 25년간 간첩활동을 해 온 그의 처(1977년 사망)와 아들을 포함한 28명의 간첩단을 적발했다고 발표하였다.
첫 재판에서부터 관련자들은 1960년 송창섭이 남파되었을 때 친척들과 만난 사실 이외의 모든 공소사실을 부인하고 안기부 수사관들의 고문에 의한 조작으로 기소되었음을 주장하였다. 대법원에서는 장기 불법구금이 인정되고 검찰조서의 임의성을 인정할 수 없다면서 무죄를 선고하였다. 그러나 파기환송심(4번째 재판)에서 대법원의 판결을 무시하고 다시 유죄가 선고되었으나 대법원의 재상고심(5번째 재판)에서는 재차 무죄가 선고된다. 이 무죄에 대한 서울고법의 재파기환송심(6번째 재판)에서 다시 유죄가 선고되었고 이후 열린 대법원의 7번째 재재파기환송심은 드디어 유죄를 인정하게 된다. 7번의 재판 끝에 1심에서 사형을 언도받았던 송지섭은 징역 7년6월, 송기준은 징역 6년이 확정되었다. 이로써 이 사건은 한국판 ‘드레퓌스 사건’이라 불리게 된다.

## 관련자
| 성명   | 송창섭과 관계 | 나이 | 직업                                         | 최종 판결 결과                               | 비고                                         |
| 송창섭 | 본인          | 62   | 6.25후 월북, 1960. 4월 남파되어 간첩활동수행 | 6.25후 월북, 1960. 4월 남파되어 간첩활동수행 | 6.25후 월북, 1960. 4월 남파되어 간첩활동수행 |
| ------ | ------------- | ---- | -------------------------------------------- | -------------------------------------------- | -------------------------------------------- |
| 송지섭 | 6촌 동생      | 59   | 전 헌병기관문관                              | 7년 6월                                      |                                              |
| 송기준 | 5촌 조카      | 54   | 대진화학 대표                                | 6년                                          |                                              |
| 송기섭 | 6촌 동생      | 58   | 전 서울시공무원                              | 4년                                          |                                              |
| 한광수 | 4촌 처남      | 69   | 전 이대음대교수                              | 3년 6월                                      |                                              |
| 송기복 | 장녀          | 40   | 신광여중 교사                                | 1년(집유)                                    |                                              |
| 송기홍 | 장남          | 37   | 미술학원장                                   | 1년(집유)                                    |                                              |
| 송기수 | 2남           | 35   | 척추교정 시술사                              | 6월(집유)                                    |                                              |
| 한용수 | 처남          | 45   | 선경 상무                                    | 1년(집유)                                    |                                              |
| 송오섭 | 6촌 동생      | 53   | 운전기사                                     | 1년6월(집유)                                 | 항소 포기                                    |
| 송광섭 | 6촌 동생      | 47   | 두부판매업                                   | 1년(집유)                                    | 항소 포기                                    |
| 김춘순 | 송기섭 처     | 52   |                                              | 1년(집유)                                    | 상고 포기                                    |
| 한영희 | 처제          | 51   | 동 부녀회장                                  | 1년(집유)                                    | 상고 포기                                    |

## 언론발표 내용
1982. 9.11 경향신문 '지식인포섭 사회혼란 책동'
서울•충북거점 고첩 입북교육 - 공작금 자체조달도
국가안전기획부가 10일 발표한 서울•충북거점 간첩망사건은 최근에 적발된 간첩망에 비해 그 조직규모, 활동수법 등이 보다 교활하고 치밀한 것이 특징이다.
이번 사건에서 우선 주목해야 할 것은 북괴가 대학교수, 정당요직자, 공무원 등 지식인을 포섭 대남간첩으로 이용하는 교활한 술책을 쓰고 있다는 점이다.
안기부가 10일 검찰에 구속 또는 불구속 송치한 고정 간첩단 16명의 개인별 범죄사실과 인적사항 등은 다음과 같다.
▲송창섭(재북)=일본대 법과를 나온 인텔리로 학생 때부터 공산주의 사상에 심취, 월북 전까지 국제공산당 정치당원, 남로당원 등으로 암약해 온 공산주의 골수분자로 60년4월 2차 서울에 침투 당시 4.19전후의 혼란한 정국을 틈타 전부터 친교가 있던 김모씨(전직장관)로부터 당시 서울시 변호사협회장이며 아들 4명이 재북중인 정모씨(전 공화당간부)의 근황을 물어 이들 지도급 인사들을 포섭하려다가 5.16군사혁명이 나 김씨가 당국에 신고함으로써 실패했다.
▲한경희(송창섭의 처, 77년 사망)=57년5월 송창섭에게 포섭된 후 77년4월 사망할 때까지 20년 동안 재남총책으로 6.25당시에는 충북도 인민위원회 판사로 부역하기도 했다.
일본 무장야 음악학교를 나온 인텔리인 한은 남편 송창섭이 남파되자 그의 지령에 따라 전 공화당 간부인 정모씨에게 접근 63년3월 정씨의 주선으로 공화당 중앙위원이 된 후 65~77년까지 전 국회의원 문모씨, 이모씨와 내연의 관계를 유지하면서 당시 국내의 정계동향을 수집, 북괴에 보고해왔다.
▲송지섭=6.25 당시 서울 동대문구 세포 책으로 부역, 58년7월 남파된 6촌형인 송창섭에게 포섭된 후 그와 함께 휴전선을 통해 월북 노동당에 입당하고 평양근교에 있는 간첩 밀봉초대소에서 20일 동안 정치사상교육과 지하당 조직방법, 무전지령 수신요령, 암호조립 및 해독방법 등 간첩교육을 받았다.
그 후 암호문건 등 공작금품을 받아 서울에 잠입, 동창, 친척, 직장동료들을 중심으로 친목단체를 조직해 동조자를 모았고 서울 인근의 군부대 위치, 검문상황, 학생데모 및 민심동향 등을 수집, 북괴에 제공했다.
▲송기준=60년4월 5촌당숙인 송창섭에게 포섭된 후 68년9 월 재남 지하망책인 한경희로부터 입북 지령을 받고 인천 부근에서 북괴 공작선 편으로 입북, 노동당에 입당한 뒤 7일간 정치사상과 친목계를 이용한 지하당 조직방법, 통신연락 방법 등 간첩교육을 받고 다시 잠입, 친인척 50명을 대상으로 종친계를 조직하는 한편 부산일원의 산업시설, 외항선 출입항 상황, 군사기밀 및 관공서 경비상황 등을 탐지 북괴에 보고했다.
▲송기섭=6.25때 서울 성동구 인민위원회 농지판정위원으로 부역한 송은 57년5월부터 6촌형인 송창섭에게 포섭돼 노동당 입당원서를 제출하고 간첩교육을 받은 후 ‘속리산114’라는 개인 호출부호와 암호 문건, 공작금24만환 등을 받아 북괴의 지령대로 친인척과 직장동료들을 중심으로 ‘성우회’, ‘88회’ 등의 친목단체를 조직, 동조자를 규합했고 동사무소 근무를 기화로 위조 주민등록증 식별요령, 서울시 전시대비 계획 등을 탐지, 북괴에 보고해왔다.
▲한광수=6.25때 충북도 인민위원회 음악가동맹위원장으로 부역.
이화여대 음대교수로 재직하던 중 60년4월 4촌매제인 송창섭에게 포섭돼 ‘한강125’라는 개인 호출부호와 암호 문건, 공작금 1백만환(구화)과 간첩교육을 받고 학원가에 유언비어를 유포, 학생들을 선동하고 각 대학 학생데모상황, 대통령 및 국회의원 선거상황, 광주사태와 관련한 학원내 유언비어 등을 수집 보고했다.
▲송기복=송창섭의 장녀로 60년4월 재남망책인 어머니 한경희의 지시에 따라 외삼촌 한용수와 함께 경기도 의정부시 회룡사 뒷산의 무인연락거점에서 북괴지령문을 발굴, 제공했고 암달러상을 하면서 공작금을 조달하던 한경희가 사망하자 암달러상을 인수, 조직원들에게 공작금을 제공했다.
▲송기홍=송창섭의 장남으로 63년10월 어머니 한경희의 지시에 따라 불공객을 가장, 도봉산 계곡의 무인연락 거점에서 북괴 공작금품 등을 발굴, 제공하는 한편 군에 근무 중이던 68년, 아버지 송과 접선, OO부대의 편제와 병력, 대간첩 작전상황등을 탐지, 제공해왔다.
▲송기수=송창섭의 차남, 68년2월 아버지에게 포섭된 후 서울 종로구 종로5가에 동양광고, 택시회사 등 위장업체를 설립, 공작금 조달과 남파간첩 엄호 임무를 맡아왔다.

이하 생략

## 재판 결과[1]
| 성명   | 1심          | 항소심   | 상고심                             | 파기 환송심  | 재상고심      | 재파기 환송심 | 재재 상고심 |
| 성명   | 서울지법     | 서울고법 | 대법원                             | 서울고법     | 대법원        | 서울고법      | 대법원      |
| 송지섭 | 사형         | 25년     | 유죄부분 파기 검찰조서증거능력부인 | 10년6월      | 유죄부분 파기 | 7년6월        | 상고 기각   |
| 송기준 | 사형         | 25년     | 유죄부분 파기 검찰조서증거능력부인 | 10년         | 유죄부분 파기 | 6년           | 상고 기각   |
| 송기섭 | 무기         | 15년     | 유죄부분 파기 검찰조서증거능력부인 | 7년          | 유죄부분 파기 | 4년           | 상고 기각   |
| 한광수 | 15년         | 10년     | 유죄부분 파기 검찰조서증거능력부인 | 5년          | 유죄부분 파기 | 3년6월        | 상고 기각   |
| 송기복 | 10년         | 2년      | 유죄부분파기                       | 1년6월(집유) | 유죄부분 파기 | 1년(집유)     | 상고 기각   |
| 송기홍 | 5년6월       | 4년6월   | 파기                               | 1년(집유)    | 유죄부분파기  | 1년(집유)     | 상고 기각   |
| 송기수 | 5년6월       | 4년6월   | 파기                               | 4년          | 파기          | 6월(집유)     | 상고 기각   |
| 한용수 | 3년(집유)    | 항소기각 | 파기                               | 1년6월(집유) | 파기          | 1년(집유)     | 상고 기각   |
| 송오섭 | 1년6월(집유) | 항소포기 |                                    |              |               |               |             |
| 송광섭 | 1년(집유)    | 항소포기 |                                    |              |               |               |             |
| 김춘순 | 1년(집유)    | 항소기각 | 상고포기                           |              |               |               |             |
| 한영희 | 1년(집유)    | 항소기각 | 상고포기                           |              |               |               |             |
| ------ | ------------ | -------- | ---------------------------------- | ------------ | ------------- | ------------- | ----------- |

## 재북간첩 송창섭의 남파시기와 활동내용
|     | 남파시기(발표문)                                     | 체류기간  |
| 1차 | 57.5~58.7                                            | 1년 2개월 |
| 2차 | 60.4.하순~60.5.초순                                  | 15일      |
| 3차 | 63.10.중순~63.11.초                                  | 15일      |
| 4차 | 68.1초순~68.1하순                                    | 20일      |
| 5차 | 71.3.~71.10.(피의자신문조서상) 71.10.초순~71.10.중순 | 10일      |
| 6차 | 72.10.초~72.10.중순                                  | 10일      |
| 7차 | 74.4.중순~74.4.하순                                  | 10일      |
| 8차 | 77.2.중순~77.3.하순                                  | 15일      |
| --- | ---------------------------------------------------- | --------- |

송창섭은 1960년 4.19 직후 남파되어 민주당 정권하에서 재무장관을 지낸 김영선과 자신의 가족 및 친척 몇 사람을 만나고 복귀하였다. 그런데 김영선이 10여일 후 경찰에 신고함으로써 그의 처 한경희 등 연고자들이 경찰의 조사를 받았고, 1961년 ‘민주당정권의 용공조작 음모’ 제하의 신문기사에 대서특필됨으로써 그의 남파사실이 세상에 널리 알려지게 되었다.

1961. 7. 5. 조선일보 '군검경합동수사본부가 발표한 민주당정권의 용공정책진상'
중략
▲재무부장관 김영선
●단기 4293년(서기 1960년) 4월 26일 상오7시경 왜정(일제강점)시 충남도 산업과에서 같이 근무하던 자로서 6.25당시 월북하여 괴뢰중앙당 간첩으로 남침한 송창섭이 김영선가를 방문하자 자가 응접실에 안내하여 접선한 후 간첩 송이 자기는 이북에서 남하하였다는 것과 6.25때 월북한 정진영으로부터의 안부를 전하고 그 가족의 동향을 문의하자 김영선은 정진영의 부친 정구영은 변호사회장으로서 경향신문 폐간에 대한 소송사건 변호를 담당중이라고 제보하였으며 간첩 송은 4293년(서기 1960년) 3월호 사상계 잡지에 김영선이 기고한 경제발전3개년계획안 분석에 대한 논설에 대하여 북한 김일성으로부터 찬사가 있었다는 사실을 전하는 등 송이 간첩이라는 정을 충분히 인식하였음에도 불구하고 관계기관에 알리지 않고 돌려보냄으로써 이를 방조한 사실이 있으며

이하 생략
당시 재무부장관 김영선으로부터 송창섭이 남파되었음을 확인한 경찰은 송창섭의 배우자인 한경희를 2개월간 미행 감시하였으나 별다른 혐의점을 찾지는 못하였다. 이에 1960. 6월 한경희 및 가족들을 조사하였으나 만난 사실을 부인하였기에 무혐의 종결 처리하였다. 한경희 등은 1982년 본 사건이 발생하기 전까지 요시찰 대상이 되어 경찰, 방첩대(국군기무사령부의 전신), 중앙정보부 (안기부 전신)의 지속적인 내사 및 수사를 받아왔다.
1972년 3월 14일 방첩대는 사형수 간첩 전정복으로부터 입수한 첩보를 바탕으로 송창섭을 남파예상자로 지목, 내사, 공작을 추진하는데, ‘재침 가능성이 극히 희박하다’고 판단하고 이를 종결하였고, 이 사실을 당시 중앙정보부도 인지하였으며, 각 수사기관들은 공히 조치의견으로 ‘중점 사찰 대상자로 하여 감시토록 한다’고 보고하였다.
당시 내사 종결 이유를 보면 김영선의 신고를 통해 세간에 널리 알려졌고 연고 가족들에 대한 2차례 공개수사에도 불구하고 접선용의점 발견치 못하여 경찰의 사찰 대상자에 편입, 수년간 중점 감시를 받고 있는 점 등을 꼽았다.
그런데 안기부의 내부 자료에 의하면 송창섭은 1963년 경 대남공작 성과를 인정받아 부부장급으로 승진하였지만 1968년 남한혁명지도부 구성을 위해 소위 ‘70년대 남한 정세대비 공작원 교육’중 ‘왜 우리만이 남한혁명을 해야 하느냐’는 등 불평을 토로한 것이 발고되어 김일성의 지시에 따라 탄광으로 좌천되었다고 한다.

안기부는 송창섭이 8차례에 걸쳐 남파되었다고 발표하였으나 주요 피의자들은 이 중 2차 남파인 1960년 4월에 송창섭을 만난 사실만 인정할 뿐 나머지는 사실이 아니라고 주장한다.
안기부는 발표에서 송창섭의 최초 남파시기를 1957년 5월부터 1958년 7월까지 1년 2개월간 체류했다고 발표했으며 1958년 7월 입북시 송지섭을 대동하고 월북하였다고 한다. 1년 2개월의 기간 동안 송창섭은 충북 음성의 생가와 서울 숭인동 소재 송지섭의 부친 송영범의 집에 은신하며 한경희와 접선하고 송지섭, 송기섭을 포섭하였다는 것이다. 당시 송지섭은 부친의 집에 거주하지 않았고 부친의 집에는 남편과 이혼한 송지섭의 고모가 자녀들과 함께 기거하고 있었다. 그러나 안기부의 조사에서 송지섭의 부친인 송영범은 1년 2개월간 체류했다는 간첩 송창섭을 만난 적이 없다고 하였고, 송창섭의 고향 생가 일대에서 송창섭을 만난 사람에 대한 조사나 송지섭의 고모에 대한 수사가 이루어진 정황이 존재하지 않는다.
또한 1958년 7월 월북 시에도 송지섭이 제공한 군용트럭을 이용해 미아리와 의정부의 검문소를 통과하였다고 발표했지만 송창섭을 직접 목격했을 트럭운전병에 대한 조사는 전혀 이루어지지 않았다.
이러한 안기부의 부실 수사 또는 조작수사의 결과 재판과정에서 송지섭의 첫 번째 입북 및 간첩교육에 대하여 무죄판결을 받게 된다.
안기부가 주장하는 송창섭의 2차 남파는 앞에서 본 바와 같이 1960년 4.19 이후이며 당시 재무부장관인 김영선이 경찰에 신고한 바 있다. 재무부장관 김영선을 만나기 위해 남파된 송창섭은  6.25때 헤어진 배우자 한경희를 만났고 그 외 몇몇 친천들과도 만남을 가졌다. 그러나 집안 어른들이 친척끼리 신고하는 일은 없도록 하자며 쉬쉬하여 신고하지 못하였고, 이후에 이들은 처벌을 두려워하여 몇 차례 연행조사를 받았음에도 1960년에 송창섭을 만난 것을 숨겨왔다고 한다.
안기부가 주장하는 송창섭의 2차 남파는 앞에서 본 바와 같이 1960년 4.19 이후이며 당시 재무부장관인 김영선이 경찰에 신고한 바 있다. 재무부장관 김영선을 만나기 위해 남파된 송창섭은  6.25때 헤어진 배우자 한경희를 만났고 그 외 몇몇 친천들과도 만남을 가졌다. 그러나 집안 어른들이 친척끼리 신고하는 일은 없도록 하자며 쉬쉬하여 신고하지 못하였고, 이후에 이들은 처벌을 두려워하여 몇 차례 연행조사를 받았음에도 1960년에 송창섭을 만난 것을 숨겨왔다고 한다.
안기부가 주장하는 세 번째 남파는 1963년 10월부터 11월 초순까지이다. 이 세 번째 남파가 비록 사실이라 하더라도 본 간첩단사건이 검거된 1982년을 기준으로 살펴본다면 15년 이전의 일이 되므로 소멸시효가 경과하여 처벌대상으로 삼을 수는 없다. 그리하여 안기부는 1982년으로부터 15년이 경과하지 않은 네 번째 남파를 창조하는데 그것이 4차남파로 1968년 1월의 남파이다. 이 네 번째 남파 역시 관련자들의 자백 이외에는 어떠한 물증도 없다. 안기부는 처음에는 1968년의 남파로 송창섭이 만난 것은 송씨 친척 위주의 모임으로 설정했다가 나중에 송창섭의 배우자인 한경희의 친척 중심으로 모임의 성격을 다르게 설정하였으며 그러다보니 처음에 등장했던 송씨 친척들이 나중에 삭제되기도 하였다.

송창섭일가 간첩단사건의 재판에는 박정수라는 인물이 등장한다. 검찰 측 증인으로 신청된 인물인데 박정수는 그의 신분을 위장하기 위한 법정 가명이다. 보통 박정수라는 가명 보다는 도원1호로 더 많이 알려진 인물이다. 안기부의 공작에 걸려 검거된 인물인데 이후 남한으로 전향하여 수많은 정보를 제공하였으며 비상한 기억력을 가진 인물로 알려져 있다. 이 인물에 대한 안기부 내부 보고서중 흑룡공작철이 있다. 박정수 즉, 도원1호의 진술을 토대로 송창섭 관련 사항을 정리해 놓았는데 여기에 송창섭이 1968년에 김일성의 지시에 따라 탄광으로 좌천되었음을 기술해 놓았다.  따라서 안기부는 최소한 송창섭의 남파중 5차이후는 일어날 수 없다는 사실을 인지하고 있었다 할 것이다. 김일성의 지시로 좌천된 인물을 남파간첩으로 활용할 수는 없었을 것이기 때문이다. 더군다나 송창섭은 1960년 남파로 인해 남한 언론에서 대대적으로 보도한 인물이며 또한 그 배우자나 주변 인물에 대한 철저한 감시가 진행되던 상황이었기 때문이다.

## 배우자 한경희의 간첩 여부
송창섭의 배우자인 한경희는 1977년에 사망하였다. 따라서 안기부는 1960년 송창섭의 남파 당시 한경희를 조사한 바는 있지만 1982년의 간첩단 사건 당시에는 한경희를 조사할 수 없었다. 그런데 사건의 당사자들은 크게 두 부류로 나뉘는데 송창섭의 친척과 한경희의 친척들이며 이 두 부류는 서로 남남이나 다를 바 없는 관계들인데 그 연결고리는 한경희뿐이다.

안기부는 남파된 송창섭에 의해 한경희가 포섭되었다고 주장하지만 이는 어디까지나 하나의 소설이다. 왜냐하면 안기부가 송창섭이나 한경희를 직접 조사한 사실이 없기 때문이다. 따라서 안기부가 작성한 송창섭과 한경희의 대화내용 등은 녹취록 등을 기재한 것이 아니라 순수한 창작물일 뿐이다. 그런데 안기부가 작성한 다른 피의자들의 진술서와 신문조서는 모두 한경희가 간첩이라는 전제하에 한경희로부터 지령을 받거나 그녀에게 보고하는 식으로 꾸며져 있다.

참고인중 유일하게 한경희가 간첩이라고 진술한 사람은 박종덕인데, 박종덕은 한경희의 동생 한경수의 어린 시절 친구로 1950년 월북하였다가 1957년 8월 남파되었고 이듬해 4월 검거되어 15년 형을 선고받아 복역하던 중 1973년 8월 만기 출소한 인물이다. 박종덕이 1958년 검거될 당시의 수사기록 어디에도 한경희와 관련된 기록은 존재하지 않았다. 그런데 1982년 6월 안기부 참고인 진술과 1심 재판의 증언에서는 1957년 8월 남파시 모든 연락과 대남 사업실적 보고는 이미 남조선에서 한경희를 통하여 보고하도록 되어 있었으며, 안착신호와 과업실적을 잡지 <아리랑> 2월호에 우유로 점을 찍어 암서화하여 한경희에게 전달하였다고 하였는데, 북에서 한경희를 통하여 연락하라고 지시를 받고 남파되면서 한경희의 집 위치나 주소를 몰라서 신분노출 우려가 있음에도 고향에 가서 물어보았다고 한다.
이후 박종덕은 2006년 국정원 과거사건 진실규명을 통한 발전위원회 면담에서 위와 같은 진술과 증언은 안기부의 구타와 강요에 못 견뎌 한 것이라고 명백히 밝혔다.

## 송지섭과 송기준의 입북 여부
안기부에서 송창섭의 간첩활동에 따라 입북한 인물로 송지섭과 송기준을 들고 두 사람에게 검찰은 사형을 구형하지만 최종적으로 입북행위에 대하여는 두 사람 모두 무죄를 선고받았다. 송지섭이 입북했다는 날짜는 송창섭이 남한에 남파되어 재무부장관인 김영선을 만난 1960년 4월의 2년여 전인 1958년 7월이었고, 송기준은 1968년 9월이었다.
송지섭은 한경희 사망 이후 간첩단의 총책을 승계하였다는 인물로서, 망원인 조카 송기준이 1968년 9월 입북한 것으로 의견서와 공소장이 작성된 사실과 견주어 볼 때, 입북한 사실조차 없다면 어떤 이유에서 총책으로 임명되었는지 그 근거가 불명확하게 된다. 따라서 안기부 입장에서는 송지섭이 누구보다도 먼저 송창섭을 만나 그와 협조하고 입북하여 밀봉교육을 받은 정도는 되어야 한경희 사망 후 간첩단의 총책을 승계하는 것이 자연스럽게 보인다고 생각했을 것이다. 그러나 송지섭은 다른 피의자들에 비해 한 달 이상 늦은 4월 12일에야 수사선상에 오른 인물이다. 그런데 당시에 공소시효가 살아 있는 시기인 1968년에 입북한 것으로 혐의를 설정했던 송기준과는 달리, 송지섭의 입북은 공소시효가 이미 오래 전에 소멸된 시기이지만, 누구보다도 먼저 송창섭과 연결된 것으로 하기 위해 일가친척들이 송창섭과 만나는 1960년 4월 이전에 입북한 것으로 설정했다.
송지섭은 한경희 사망 이후 간첩단의 총책을 승계하였다는 인물로서, 망원인 조카 송기준이 1968년 9월 입북한 것으로 의견서와 공소장이 작성된 사실과 견주어 볼 때, 입북한 사실조차 없다면 어떤 이유에서 총책으로 임명되었는지 그 근거가 불명확하게 된다. 따라서 안기부 입장에서는 송지섭이 누구보다도 먼저 송창섭을 만나 그와 협조하고 입북하여 밀봉교육을 받은 정도는 되어야 한경희 사망 후 간첩단의 총책을 승계하는 것이 자연스럽게 보인다고 생각했을 것이다. 그러나 송지섭은 다른 피의자들에 비해 한 달 이상 늦은 4월 12일에야 수사선상에 오른 인물이다. 그런데 당시에 공소시효가 살아 있는 시기인 1968년에 입북한 것으로 혐의를 설정했던 송기준과는 달리, 송지섭의 입북은 공소시효가 이미 오래 전에 소멸된 시기이지만, 누구보다도 먼저 송창섭과 연결된 것으로 하기 위해 일가친척들이 송창섭과 만나는 1960년 4월 이전에 입북한 것으로 설정했다.
송지섭이 1958년 7월에서 8월 사이에 20일 이상 서울을 비웠다는 시기는 송지섭의 배우자가 출산 직전의 시기이기에 배우자의 언니가 동생 집에서 기거하였는데 그는 송지섭이 그 시기에 20일 이상 장기간 집을 비운 사실이 없다고 증언하였다. 또한 안기부 및 검찰진술에서 1958년 7월 중순경 입북시 김일성 주체사상에 대해 교양 받았다고 진술하였지만 주체라는 용어는 1955년 처음 사용되었으나, 주체사상을 체계화하여 연구하고 교육시킨 것은  1970년대 5차 당 대회 이후이므로 그보다 한참 이전인 1958년에 교육을 받았다는 것은 있을 수 없는 일이다. 또한 1982년에는 존재하지만 1958년에는 존재하지 않았던 많은 관광명소들이 관광시찰 대상에 포함되어 있다. 이는 1982년은 물론이고 1958년에도 북한에 가본 적이 없는 송지섭이 이를 알았다는 것은 불가능한 일이다. 북에서 남으로 돌아오는 길도 휴전선을 넘어 먼동이 틀 무렵 남방한계선 부근에 도착하여 30분쯤 걸어 민통선 밖의 차도에서 서울 가는 버스를 타고 의정부시내에 도착하였다고 진술하였다. 그러나 남방한계선에서 버스가 다니는 길까지는 최소 20Km이상 떨어져 있는 거리이므로 걸어서 30분 만에 도착할 수는 없는 거리였다.
한경희는 이미 1977년에 사망하였기에 그녀를 이을 사람으로 송지섭이 필요했고 따라서 1960년 4월 송창섭이 일가친척을 만나기 이전에 송지섭은 간첩단 총책의 위치에 부합해야 했기에 1958년에 입북한 것으로 꾸며졌고, 그리하여 공소시효가 경과되었지만 1958년의 입북이 만들어졌는데 안기부는 공소시효가 이미 완성된 시점의 일이기에 안이하게 접근한 탓으로 보인다.
또 다른 입북자인 송기준은 1968년 9월 말 북한을 다녀온 것으로 기소되었다. 한경희의 지령으로 1968년 9월 인천 만석동 부두에서 북한 공작선을 타고 입북하여 7일간 밀봉교육을 받고 북한 노동당에 가입한 후 10월 초순 다시 북한 공작선을 타고 만석동 부두로 귀환하였다고 발표했다. 1968년에 인천 만석동 부두에 북한 공작선이 아무런 제재도 없이 다닐 수 있다는 것은 당시의 시대상을 아무리 느슨하게 본 다 하더라도 납득할 수 없는 일이다.
또 다른 입북자인 송기준은 1968년 9월 말 북한을 다녀온 것으로 기소되었다. 한경희의 지령으로 1968년 9월 인천 만석동 부두에서 북한 공작선을 타고 입북하여 7일간 밀봉교육을 받고 북한 노동당에 가입한 후 10월 초순 다시 북한 공작선을 타고 만석동 부두로 귀환하였다고 발표했다. 1968년에 인천 만석동 부두에 북한 공작선이 아무런 제재도 없이 다닐 수 있다는 것은 당시의 시대상을 아무리 느슨하게 본 다 하더라도 납득할 수 없는 일이다.
안기부가 송기준의 입북시기를 1968년 9월로 잡은 것은 여름 장사가 끝난 9월이 가장 한가한 시기라서 시간상 입북이 가능하고, 당시 동업해 오던 음료 대리점 사업을 혼자 경영하게 된 시기라 자금 압박에 시달린다는 상황을 설정하여 송기준 본인으로부터 이와 같은 진술을 끌어냈기 때문이다.
이에 대해 당시 송기준의 음료대리점에서 경리로 근무했던 김재철은 두 차례 증인으로 출석하여 송기준이 이틀 이상 자리를 비운 적이 없으며, 9월은 매우 바쁜 시기이고, 당시 송기준이 집을 판 돈이 있어 자금난에 시달리지 않았다고 송기준에게 유리한 증언을 했다. 안기부는 김재철을 위증죄로 구속해 버렸다. 파기환송심 재판부는 김재철이 위증죄로 처벌을 받았음에도 그의 증언을 인용하고 검찰 측 증거와 증인을 배척하여 송기준의 입북에 대하여 무죄를 선고했다.

## 불법연행 및 장기구금
| 성명   | 연행일    | 구금일수 | 최종 판결결과 |
| 송기복 | 82. 3. 2. | 123일    | 1년(집행유예) |
| 송기준 | 82. 3. 7. | 118일    | 6년           |
| 한영희 | 82. 3. 7. | 118일    | 1년(집행유예) |
| 송기섭 | 82. 3.10. | 115일    | 4년           |
| 송기홍 | 82. 3.10. | 115일    | 1년(집행유예) |
| 김춘순 | 82. 3.14. | 111일    | 1년(집행유예) |
| 한용수 | 82. 3.22. | 103일    | 1년(집행유예) |
| 한광수 | 82. 3.25. | 100일    | 3년6월        |
| 오금영 | 82. 3.25. | 100일    | -             |
| 송기수 | 82. 3.27. | 98일     | 6월(집행유예) |
| 송지섭 | 82. 4.12. | 82일     | 7년 6월       |
| ------ | --------- | -------- | ------------- |

안기부가 검찰에 송치한 수사자료 상의 “임의동행보고”에 “1982. 6.15. 임의 동행했다”고 적시하고 피의자들의 자필 진술서와 피의자 신문조서는 모두 1982년 6월 15일 이후 작성된 것으로 기재되어있다.
이들에 대한 구속영장이 발부된 것은 1982년 7월 2일이므로 공식적 서류상 피의자들의 구금일수는 임의동행일로부터 구속영장 발부일 까지 18일이 된다. 그러나 안기부 청주분실에서 1982년 3월 31일 작성된 “재북간첩 송창섭 연고선 수사상황”보고서에서는 송기복의 연행일을 1982.3.2로 기재하는 등 위의 임의동행보고와 달리 기재하였다. 이는 송기복의 진술과도 일치하는데 송기복이 2006.12. 7. 과거사위원회와의 면담에서 “1982. 3. 2. 수업도중 교장실 호출로 갔더니 검정 옷을 입은 수사관 2~3명이 친정아버지에 대해 물어보겠다고 동행할 것을 요구하였다”고 진술하였으며 다른 사람들도 안기부 청주분실의 보고서와 일치하는 답변을 하고 있다.
이들에 대한 구속영장이 발부된 것은 1982년 7월 2일이므로 공식적 서류상 피의자들의 구금일수는 임의동행일로부터 구속영장 발부일 까지 18일이 된다. 그러나 안기부 청주분실에서 1982년 3월 31일 작성된 “재북간첩 송창섭 연고선 수사상황”보고서에서는 송기복의 연행일을 1982.3.2로 기재하는 등 위의 임의동행보고와 달리 기재하였다. 이는 송기복의 진술과도 일치하는데 송기복이 2006.12. 7. 과거사위원회와의 면담에서 “1982. 3. 2. 수업도중 교장실 호출로 갔더니 검정 옷을 입은 수사관 2~3명이 친정아버지에 대해 물어보겠다고 동행할 것을 요구하였다”고 진술하였으며 다른 사람들도 안기부 청주분실의 보고서와 일치하는 답변을 하고 있다.
한편 본 사건은 재판과정에서 대법원이 당시로서는 이례적으로 “피고인들은 적게는 75일 많게는 116일의 장기 불법구속을 당하였다고 할 것이다”라고 판시하며 불법구금사실을 인정, 무죄를 선고하였으며 이후 재판과정에서 안기부 수사관들도 불법구금사실을 부인하지 못하였고, 당시 상고심 이후의 재판에서 장기불법구금은 다툼이 없는 사실로 인정된 바, 안기부 수사관들의 장기불법구금 및 허위 공문서 작성 등에 관한 위법행위는 재론의 여지가 없다.

## 고문에 의한 허위자백 강요
송창섭의 장녀 송기복은 항소이유서에서 100여일의 불법구금 상태에서 ‘무차별적인 온몸구타’, ‘손바닥 발바닥 등 특정부위 때리기’, ‘물고문’, ‘거꾸로 매달기’, ‘고압전구 노려보기’, ‘손가락 사이에 각목 끼우기’ 등 말로 표현할 수 없는 가혹행위를 당했으며 그때마다 허위진술을 강요받았고 그 허위진술로 인해 ‘간첩으로 만들어졌다’고 주장하였다.

송기복이 진실위 면담 시 행한 진술의 의하면

“내가 이렇게(손을 뒤로하고) 묶여 있는데 그 남자가 들어오더니 자기 옷을 다 벗어요... (그래서) 이게 성폭행인가 보다 이렇게 생각하고... 눈을 못 뜨고 있는데... 자기 허리띠를 푸르더니 있는 대로 욕을 하면서 여기서부터(머리) 밑에까지 그렇게 후려치는데...”하면서 당시의 공포가 떠오르는지 몸을 떨며 통곡하였다고 기재하고 있다.
한경희의 사망이후 간첩단 총책을 승계하였다고 조작된 송지섭은 안기부 밀실에서 부인할 때 마다 발가벗기고 두드리기, 손과 다리를 모아 묶고 그사이에 침대봉을 끼워 공중에 매달고 물을 먹이고, 고광도 조명을 눈앞에 들이대로 잠을 안 재우는 고문을 받아 1982. 5. 17. 서울 필동 중대부속병원에서 응급처치를 받았다고 하였다.
항소심에서 송지섭의 담당 변호인은 고문의 증거로 동 병원의 응급실 기록지를 제출하였는데, 동 기록에 따르면 “과거병력 없고” 주소(주된 호소)로 “음낭이 부풀어 아프고 타박상이 있”으며, 비뇨기과 소견으로 “음낭이 심하게 붓고 표제성 출혈(피멍)이 있다”고 기재되어 있어, 송지섭의 진술과 같은 고문이 있었음을 짐작하게 하는 증거이다.

한광수는 안기부에 연행될 당시 70세였다. 안기부 조사실에서의 고문은 70세 노인에게도 예외는 아니었다. 한광수는 진실위와의 면담에서 현재 93세의 고령에도 불구하고 비교적 상세히 당시 상황을 말하였다.

1960년 송창섭 만난 얘기를 사실대로 얘기했더니 거짓말이라고 하며 “... 몽둥이하고 밧줄을 갖다 놓고서는 아... 칠십먹은 늙은이를 몽둥이로 막 때려요... 그 즈음 신문에서 서울대학 최 교수인가 누군가 죽었단 얘기를(들어서)... 어휴, 이거 잘못하면 여기서 맞아죽게 생겨서... 겁이 덜컥 나더라. 나 혼자가 아니라 늙은 마누라도 같이 가둬 버리더라고 말이야... 안 맞을 도리를 생각하고 저쪽에서 하라는 대로 해야지 안 맞지 않겠어요?”라고 반문하면서 “여러분이 와서 고맙지만 말이야... 나 아주 그 얘기만 나오면 진저리가 나, 진저리가...”라고 하며 고통스러워하였다.
송오섭은 가족들의 주장에 의하면 ‘고문후유증으로 1984년경 석방된 지 1년 만에 사망하였는데, 발이 썩어 들어가는데도 돈이 없어서 병원에 가보지도 못하고, 고통이 심하니 밥도 못 먹고 술만 마셨다’고 한다.

다른 관련자들의 진술을 종합하면 송오섭은 안기부 청주 분실에서 극심한 고문에 시달렸던 것으로 보이는데, 송기수는 다음과 같이 진술하였다.

“...피 붙은 로프, 그걸 내 침대 밑에다 놓는데. 아 ~ 정말, 그리고 이 로프가 누가 당한 것 까지 내가 느낌이 오더라고. 화장실을 지나가면서 그 개 끌어가는 소리를 들었거든. 입을 틀어막아 놓고 하는 소리, 비명소리 우~우~. 그게 제일 고통스러워요. 정말 고통스러워요. 형사 얘들이 와서는 그 밧줄 놓으면서 새끼 꼭 개 끌어가는 소리를 하는데, 아 그거구나. 피가 그거야. 아~ 그 양반 결국은 나와서 죽었잖아요. 오섭이 아저씨였어요”

송광섭은 면담에서 진술서 내용에 대해 질문하자 “아니.... 그게 형님만 그런 게 아니라 나도 그렇게 썼어요...”라고 하면서 “안 쓰면 안돼요.. 왜냐믄... 자구일어나면 글씨니께...”(동생 송희섭이 “한마디로 그 사람들이 하래는 대로 하지 않으면 끝이 안나요”하자)“그러니 나도 북에도 갔다 오고 그거 인정 다 했지...(중략) 작은형(송오섭)이 그린 약도를 가져 오더라구요... 그래서 그대로 똑같이 그렸어요... 바위에 돈 숨겼다고... 그걸 뭐... 어떻게 합니까... 내가 거짓이요... 이거 아니라 그러면 그냥 형이 더 맞을 거고 나는 나대로 또 당할 꺼고... 어차피 시인을 한거지...”라고 말하였다.
안기부는 피의자들뿐 아니라 한경희의 간첩혐의를 입증하기 위한 참고인인 검거간첩 박종덕에게도 고문을 행하였으며 피의자측 증인이었던 김재철에 대하여도 연행, 조사하고 위증죄로 구속시켰다.

김재철은 면담에서 조사받을 때 구타는 없었냐는 질문에
“옷 홀딱 벳끼고 발로 한두번 차고, ‘니가 뭘 알어 14년전 일을 어떻게 알어 이 자식아’...”하면서, “왜 한번 서지 두 번씩 서냐고... 한번만 했으면 안 잡아 널건데 왜 두 번씩 증언을 했냐 이거야... 두 번씩 증언을 섰기 때문에 잡으러 왔다 그러더라고...”라고 말하였다. 진술서 작성 경위에 대해 묻자 “(1968년) 9월 14일 그간을 자꾸 묻길래... 어차피 번복이 안 될 것 같아 ‘당신 마음대로 해라’고 그랬어...”라고 하며, 검찰에서 안기부 직원이 검찰 서기한테 “다 끝났으니 알아서 처리해”라고 얘기하기에 내보내란 얘긴 줄 알았는데 구속되었다면서 그때 생각만 하면 “이가 갈린다”고 말하였다.

## 안기부의 재판개입
| 재판구분 | 1심            | 항소심    | 상고심    | 파기환송심     | 재상고심            | 재파기환송심   | 재재상고심          |
| 재판구분 | 1심            | 2심       | 3심       | 4심            | 5심                 | 6심            | 7심                 |
| 법원     | 서울형사지법   | 서울고법  | 대법원    | 서울고법       | 대법원              | 서울고법       | 대법원              |
| 사건번호 | 82고합800      | 83노484   | 83도1578  | 83노2329       | 84도135             | 84노1172       | 84도2252            |
| 판결일   | 82.12.24       | 83. 4.25  | 83. 8.23  | 83.12.23       | 84. 4.24            | 84. 8.24       | 84.11.27            |
| 재판부   | 이○○ 장○○ 한○○ | 이○○ 김○○ | 전○○ 이○○ | 오○○ 박○○ 김○○ | 정○○ 윤○○ 김○○ 오○○ | 김○○ 박○○ 유○○ | 이○○ 정○○ 신○○ 김○○ |
| -------- | -------------- | --------- | --------- | -------------- | ------------------- | -------------- | ------------------- |

1983년 8월 23일 대법원은 송창섭일가 간첩단사건의 피의자들에 대하여 검찰작성 피의자 신문조서의 임의성을 배척하고 무죄를 선고한다. 대법원은 판결문에서 “피고인들의 검사에 대한 자백은 부당하게 장기화된 신체구속 후에 또다시 신체상의 고통을 받지나 않을까하는 불안하고 두려운 심리상태 하에서 한 임의성 없는 것이라고 의심할 만한 이유가 있다고 할 것이니, 형소법 제309조에 따라 검사 작성의 피고인들에 대한 각 피의자 신문조서는 증거능력이 없다고 할 것이다”라고 판시하였다.

이에 안기부는 장기간의 구금 등을 이유로 ‘자백의 임의성이 의심받게 될 경우 향후 간첩수사를 할 수 없게 된다’며 재판과정에 대한 대책에 총력을 기울이게 된다.

대법원의 판결 다음날인 1983년 8월 24일 작성된 보고서에 의하면 유○○대법원장과 가○○ 대법원 비서실장 등을 접촉, 대법원의 동향을 파악하면서 ‘대책’으로 “재심리 기간 중 법원 및 검찰과 협조, 증거 보강 등으로 필히 유죄토록 유도”라고 기록되어 있으며, “안보사건에 대한 태도가 선명하지 못한 이○○ 판사에 대하여는 배후와 동향을 내사, 인사에 반영”이라고 기록되어 있다.
실제로 이○○ 판사뿐 아니라 파기환송 판결을 내린 재판부 모두의 ‘인물조사서’를 작성하였고, 안기부는 1983년 8월 26일부터 9월 19일까지 이○○ 판사를 미행 감시한 결과와 사진을 내용으로 하는 ‘문제 법관 이○○ 신원 및 동향감시 결과보고’를 작성하였다.

이러한 조치는 사법부뿐만 아니라 사건 담당 변호인에게도 압력을 행사한 사례가 발견된다. 변호인 접견시 피의자들에게 ‘법정에서는 사실대로만 대답하라’고 했다는 이유로 1심 재판이 시작되기 전인 1982년 8월 23일 김성기 변호사를 소환, ‘각서를 징구’하고 향후 ‘공판관리에 적극 협조토록 순화, 활용하겠다’고 기록되어 있고, 대법원 파기환송 직후 조준희 변호사에 대해 ‘반정부 활동가’이며 ‘본명에 대해 동향내사, 비위사실 수집하겠음’이라고 기록되어 있다.

대법원의 무죄판결 이후 안기부는 법원 상층부와의 긴밀한 협조관계를 유지하는 한편 ‘유죄판결을 유도’하기 위해 판사들을 조직적으로 접촉하여 영향력을 행사하였다.
| 일시       | 청탁인        | 피청탁인                    | 장소     | 청탁내용                                 |
| ---------- | ------------- | --------------------------- | -------- | ---------------------------------------- |
| 1984. 6.29 | 안기부 수사관 | 담당 재판부                 |          | - 간첩수사의 애로점 설명 - 유죄판결 유도 |
| 1984. 7.13 | 안기부 수사관 | 대법원장 비서실장 가○○      |          | - 공판대책 협의 - 유죄판결 유도          |
| 1984. 8. 3 | 안기부 수사관 | 김○○ 대법관                 | 자택방문 | - 공판대책자료 제출 - 유죄판결 유도      |
| 1984. 8. 4 | 안기부 수사관 | 김○○ 부장판사               | 자택방문 | - 공판대책자료 제출 - 유죄판결 유도      |
| 1984. 8.12 | 안기부 수사관 | 김○○ 부장판사               | 중식제공 | -                                        |
| 1984. 8.13 | 안기부 수사관 | 법원(김○○ 부장판사)         | 중식제공 | -                                        |
| 1984. 8.15 | 안기부 수사관 | 법원측(박○○, 유○○ 담당판사) | 골프     | -                                        |

이러한 안기부의 노력의 결과 1984. 8.24. 서울고법에서 열린 재파기환송심(6심)에서는 월북행위에 대한 무죄에도 불구하고 일부 유죄를 판결 받게 되고 1984.11.27. 대법원의 재재상고심(7심)에서 결국 상고가 기각되어 형이 확정된다.

## 재심 및 손해배상
2009년 8월 28일 서울고등법원은 국가보안법 위반 혐의 등으로 기소돼 유죄를 선고받았던 송모씨 등 8명에 대한 재심사건 선고공판에서 전원 무죄를 선고했다.
재심 판결 이후 송씨일가 간첩단 사건의 피해자 송모씨와 유족 등 39명이 국가를 상대로 낸 손해배상청구소송에서 서울고등법원 민사8부는 ‘국가는 원고 측에 132억여 원을 배상하라’는 판결을 내린다.
피해자 중에 한명인 송기수씨는 자녀들과 함께 모은 1억 원을 평화박물관건립 추진위원회와 성공회대 민주자료관에 기탁해 ‘한경희 통일평화상’을 제정한다. 한경희 씨의 2남이었던 송기수 씨는 본인도 1982년에 안기부로부터 모진 고초를 겪었지만 이미 1977년에 돌아가신 어머니의 명예회복은 법적으로 불가능한 것을 안타깝게 여겨 가족들과 함께 어머니 명의의 평화상을 제정한 것이었다. 이 상은 ‘분단의 질곡에 맞서 민족의 통일과 인권, 평화, 민주의 신장, 그리고 국가폭력 피해자들의 치유와 명예회복에 기여해 온 개인 혹은 단체’에 수여한다.